# ファシャグナトゥス
ファシャグナトゥス（Huaxiagnathus）は中国の下部白亜系より知られる獣脚類恐竜の属である。コンプソグナトゥス科（en）であるが、このグループでは大型で体長はコンプソグナトゥスより50 cm長く、シノサウロプテリクスの標本より大きく、最大の標本では1.8 mある。
ファシャグナトゥスの名前は中国を表す伝統的な言葉である中国語の華夏（Hua Xia）とギリシャ語で”あご”を意味するgnathosをラテン語化した gnathusから派生している。

## 記述

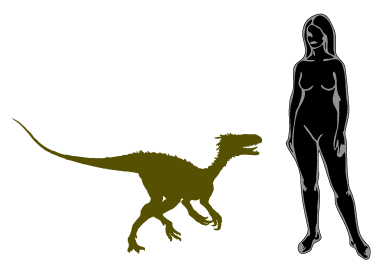
ヒトとファシャグナトゥスのスケール比較

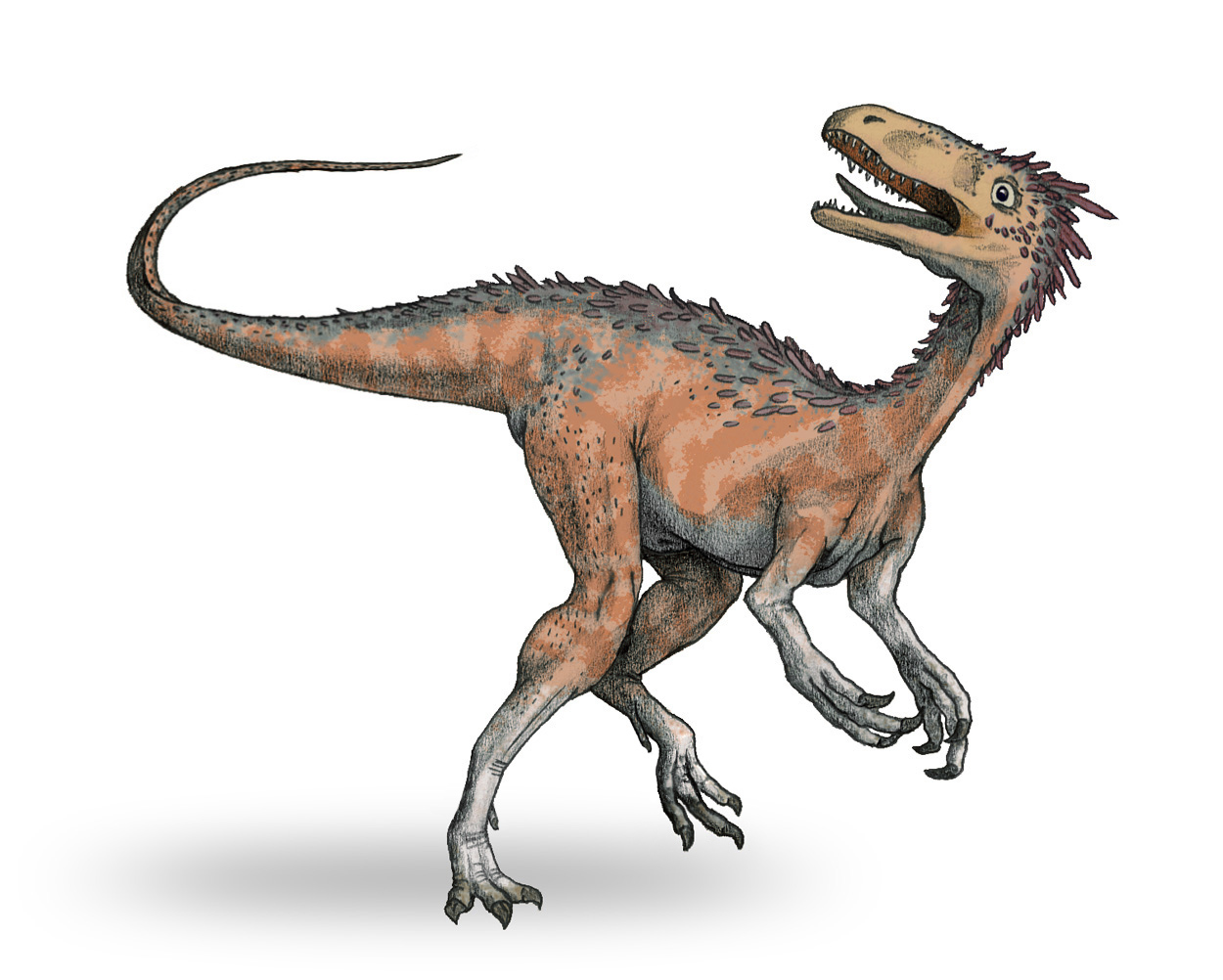
復元図

ホロタイプ標本(CAGS-IG-02-301, Chinese Academy of Geological Sciences, Beijing)は遼寧省西部、北票市近郊の四合屯地区大板溝村の義県累層（en）（熱河層群、アプチアン（en））で発見された。ホロタイプは5つの大きな石版上に保存されており、基本的には完全な骨格であるが、尾の先端のみ欠いている。この他により大きな標本(NGMC 98-5-003, National Geological Museum of China, Beijing)が四合屯地区の義県累層で発見されているが、調製中にホロタイプとしては不適切な損傷と間違いが与えられてしまっている。
分岐学的な解析によればファシャグナトゥスは未分化な前肢を持ち、最も基盤的なコンプソグナトゥス科であると示唆される。
Hwang et al. (2004, pp. 14–15) では以下の特徴でこの属を識別している:前上顎骨（en）に長い後突起を持ち前眼窩窓（en）に重なる、マヌス（手首から先）の長さが上腕骨と橈骨を合わせた長さに等しい、手の第一、第二の爪の長さがほぼ等しく第三の爪の167％である、第一中手骨は近位の横断面の幅が第二中手骨のものより狭い、そして尺骨の肘頭（en）突起の減少がある、以上において既知の他のコンプソグナトゥス科と異なる。

## 参照
1. ↑  Hwang, S. H., Norell, M. A., Ji, Q., and Gao, K. (2004). "A large compsognathid from the Early Cretaceous Yixian Formation of China." Journal of Systematic Palaeontology, 2(1): 13-30.